# Archileptocera geminiseta
Archileptocera geminiseta är en tvåvingeart som beskrevs av Oswald Duda 1920. Archileptocera geminiseta ingår i släktet Archileptocera och familjen hoppflugor. Inga underarter finns listade i Catalogue of Life.